# Atit Daosawang
Atit Daosawang (tiếng Thái: อาทิตย์ ดาวสว่าง), còn được biết với tên đơn giản Back (tiếng Thái: แบ็ค),  là một cầu thủ bóng đá người Thái Lan. Anh là một Hậu vệ.

## Sự nghiệp bóng đá
Atit Daosawang còn được biết như là cầu thủ trẻ nhất ra sân tại Giải bóng đá Ngoại hạng Thái Lan năm 2009. Anh ra mắt khi mới chỉ 16 tuổi 131 ngày và anh thi đấu cho TOT-CAT F.C. trước Muangthong United ngày 24 tháng 3 năm 2009.

## Sự nghiệp quốc tế
Atit thi đấu cho đội một Thái Lan trước Trung Quốc trong trận giao hữu, khi Thái Lan thắng 5-1. Anh đại diện U-23 Thái Lan ở Đại hội Thể thao Đông Nam Á 2013. Atit là một phần của đội hình Thái Lan ở Giải vô địch bóng đá Đông Nam Á 2014.
Atit vô địch Đại hội Thể thao Đông Nam Á 2015 với U-23 Thái Lan.

### Bàn thắng quốc tế

#### U-23
| Artit Daosawang – bàn thắng cho U-23 Thái Lan | Artit Daosawang – bàn thắng cho U-23 Thái Lan | Artit Daosawang – bàn thắng cho U-23 Thái Lan | Artit Daosawang – bàn thắng cho U-23 Thái Lan | Artit Daosawang – bàn thắng cho U-23 Thái Lan | Artit Daosawang – bàn thắng cho U-23 Thái Lan | Artit Daosawang – bàn thắng cho U-23 Thái Lan | Artit Daosawang – bàn thắng cho U-23 Thái Lan |
| #                                             | Ngày                                          | Địa điểm                                      | Đối thủ                                       | Tỉ số                                         | Kết quả                                       | Giải đấu                                      |                                               |
| --------------------------------------------- | --------------------------------------------- | --------------------------------------------- | --------------------------------------------- | --------------------------------------------- | --------------------------------------------- | --------------------------------------------- | --------------------------------------------- |
| 1.                                            | 7 tháng 12 năm 2013                           | Yangon, Myanmar                               | Đông Timor                                    | 3–0                                           | 3–1                                           | Đại hội Thể thao Đông Nam Á 2013              |                                               |

## Danh hiệu

### Quốc tế
Thái Lan
- Giải vô địch bóng đá Đông Nam Á Vô địch (1): 2014

U-23 Thái Lan
- Sea Games  Huy chương Vàng (2); 2013, 2015

### Câu lạc bộ
Muangthong United
- Giải bóng đá Ngoại hạng Thái Lan Vô địch; 2012

Chiangrai United
- Cúp Hiệp hội Bóng đá Thái Lan (1): 2017
- Thailand Champions Cup (1): 2018

## Đời sống cá nhân
Ngày 22 tháng 4 năm 2016 Atit bị đuổi khỏi đội tuyển quốc gia vì dính líu tới hoạt động tình dục với một cô gái 17 tuổi. Atit ban đầu từ chối nhưng sau đó đã thú nhận có mối quan hệ với người phụ nữ. Huấn luyện viên Thái Lan Kiatisuk Senamuang nói rằng Atit anh bị đuổi cho đến khi sửa đổi được hành vi của mình.